# Batalla de Sirte
La Batalla de Sirte fue una batalla de la guerra civil libia, librada entre el 15 de septiembre y el 20 de octubre de 2011 en la ciudad de Sirte, Libia, entre el Ejército de Libia dirigido por el nuevo gobierno y las fuerzas leales al derrocado dictador Muamar el Gadafi en la ciudad natal de este, en el Golfo de Sirte, siendo la última batalla del conflicto. Desde el mes de septiembre Sirte y Bani Walid eran los últimos bastiones gadafistas y el Consejo Nacional de Transición confiaba que la caída de Sirte finalizaría la guerra. La batalla y sus consecuencias marcaron el colapso final de los intentos de restablecer la dictadura gadafista de 42 años de duración, pues Gadafi fue herido y capturado por los combatientes gubernamentales cuando intentaba abandonar la ciudad; siendo ejecutado menos de 1 hora después.
La prolongada batalla de más de 1 mes dejó a Sirte en ruinas con edificios totalmente destruidos o dañados.

## La batalla

### Primer ataque gubernamental
15-18 de septiembre
El 15 de septiembre un vocero del CNT declaró no haber cerrado el cerco a 50 km de Sirte para los últimos días pasados, los combatientes hicieron un mayor avance hacia el oeste de dicha ciudad. Las fuerzas del gobierno alcanzaron el Puente Gharbiyat, sobre el borde suroeste de la ciudad y encontraron resistencia de las fuerzas leales a Gadafi; el vocero del CNT dijo a Reuters que el Ejército Libio entró a la ciudad con fuego pesado y avanzaron hacia el centro de Sirte para despejar el camino de los focos de resistencia, particularmente la Brigada Khamis. Sin embargo, el vocero de las fuerzas gubernamentales admitió que estas estaban entre 8-10 km del centro después de retroceder para tratar de evitar sus propias bajas.  
El 16 de septiembre el canal Al Jazeera declaró que el Aeropuerto Gardabya, a 10 km del sur de la ciudad estaba bajo el control del CNT lo que fue confirmado por los soldados del Ejército de Libia. Ese mismo día estos lanzaron una ofensiva recibiendo fuego pesado en el principal bulevard de Sirte, la calle 1 de septiembre. Se estimó que la lucha duraría meses y al día siguiente el Ejército de Libia volvió a hacer su ofensiva. El representante de Sirte en el Parlamento dijo que “ahí no se tiene todo el control de Sirte” por ambos bandos, con partes de la ciudad bajo el control gadafista y otras partes bajo control del gobierno. Por lo menos 3 combatientes murieron en la lucha y varios heridos evacuaron el hospital de campaña ubicado en una gasolinera en las afueras de Sirte; en el frente oriental Al Jazeera reportó que el Ejército de Libia luchó para avanzar. Un corresponsal en Ras Lanuf dijo que en las aldeas sus habitantes se fueron al desierto, sugiriendo que fueron persuadidos por elementos pro Gadafi.     
Después, las fuerzas gubernamentales tomaron el aeropuerto, teniendo el 5% de la ciudad. El 18 de septiembre el Ejército de Libia incursionó nuevamente a Sirte, pero se replegó a las afueras de la ciudad. 

### Avance gubernamental al este
19-23 de septiembre
El 22 de septiembre las fuerzas del Ejército de Libia que avanzaron desde el este, incluyendo a unidades de Bengasi y Al Baida, detuvieron su avance sobre Sirte por una semana debido a la escasez de municiones. Asimismo los comandantes del frente oeste de la ciudad dijeron estar a la expectativa de los ataques aéreos de la Organización del Tratado del Atlántico Norte (OTAN) ese jueves y ordenaron no avanzar. Al día siguiente 23 los luchadores gubernamentales se dirigieron a la entrada este de Sirte sin resistencia de las fuerzas gadafistas.

### Segundo ataque del gobierno rechazado
24-25 de septiembre
El 24 de septiembre el Ejército de Libia entró a la ciudad desde el oeste, tomando control de la Plaza Zafrán, ubicada cerca de 1 km y medio del centro. Las tropas gubernamentales avanzaron hacia la mayor cadena de TV en la parte oeste y fueron recibidos por fuego pesado del enemigo en el mayor bulevar que conduce al centro de la ciudad; un vocero militar del Gobierno declaró que estaban a la expectativa para tomar 2 barrios occidentales esa tarde. Un corresponsal de BBC News reportó que el Ejército de Libia avanzó desde el este determinando la batalla a favor del gobierno interino. Al día siguiente 25 de septiembre retrocedieron a la parte oeste, después de enfrentar resistencia de las fuerzas gadafistas, hacia las afueras. 9 soldados del Ejército de Libia murieron y otros 97 fueron heridos el día previo de lucha.

### Tercer ataque del gobierno rechazado
26-28 de septiembre
El 26 de septiembre el Ejército de Libia continuó su ofensiva contra Sirte con proyectiles de tanques que se fueron al centro de la ciudad desde una distancia de 2 km. El doctor Eman Mohammed, médico civil del Hospital Ibn Sina, reportó que la mayoría de las muertes y heridas de civiles fueron causadas por el fuego del CNT, causando furia vengativa de los gadafistas como voluntarios armados. El 27 de septiembre un comandante del Ejército de Libia en la capital Trípoli anunció que sus fuerzas tomaron el puerto y combatían por el control del centro de la ciudad; las tropas del Ejército de Libia lucharon contra los francotiradores con fuego de artillería y RPG-7, también recibieron refuerzos y se luchó cara a cara desde el Hotel Mahari hasta el día siguiente avanzando . 

### Cese de fuego
29 de septiembre-3 de octubre
En la mañana del 29 de septiembre el Ejército de Libia avanzó desde el oeste y el este tomando el aeropuerto, pero aún bajo el fuego de cohetes de la guarnición desde el otro lado del camino. El 30 no hubo mayor actividad en el frente excepto el constante bombardeo. Se declaró un cese de fuego de 2 días para que los civiles salieran de la ciudad y los oficiales de la Cruz Roja inspeccionaron el hospital. El 2 de octubre el Consejo Nacional de Transición declaró haber tomado el 95% de la ciudad de Qasr Abu Hadi, al sur del aeropuerto. Se dijo que era posible que Moatassem Gadafi, hijo de Muamar el Gadafi, estuviera en el área. Los oficiales de la Cruz Roja dijeron que los pacientes necesitaban suministros médicos y afirmaron que los civiles recibían fuego indiscriminado de los gadafistas, el Ejército de Libia y la OTAN; se dijo que Moatassem se internó en el desierto libio.

### Cuarto ataque gubernamental
4-12 de octubre
El 4 de octubre el Ejército de Libia tomó el centro de convenciones que había sido usado como base por los gadafistas, pero después el fuego pesado de los gadafistas hizo retroceder una columna gubernamental. Al día siguiente en Abu Hadi los soldados del Ejército de Libia originarios de Misurata saquearon e incendiaron casas en venganza por la batalla de Misurata, las tropas del Gobierno llamaron a terminar estos actos lo que fue ignorado. El 6 de octubre el gobierno rechazó a los francotiradores enemigos que bloqueaban su avance y en la noche los gadafistas avanzaron varios metros en la oscuridad, por lo que los gubernamentales avanzaron por el lado marítimo de Sirte para cortar el avance de aquellos al Distrito Mauritano. 
El 7 de octubre el Ejército de Libia coordinó los ataques por 3 lados, llamándolo el “asalto final”, atacando el Centro de Convenciones Uagadugú, el Distrito Mauritano y la ciudad universitaria. 15 soldados del Ejército de Libia murieron y 193 fueron heridos. El coronel Amin El Turki, uno de los comandantes del frente occidental, y Ali Saeh, comandante de mayor categoría de la Brigada Libia Libre, fueron heridos a causa de los disparos de francotiradores en las áreas residenciales.  El 8 de octubre las tropas del frente este lucharon por el Distrito Mauritano y las unidades del oeste se dirigieron hacia la Plaza Verde en el corazón de Sirte. Bajo la oscuridad de la noche precia y la protección de una tormenta de arena los gadafistas recobraron algunas zonas del noreste de la ciudad. Solo 500 metros de la tierra de nadie separaban a ambos bandos. Francotiradores estaban en edificios y cambiaban sus posiciones por lo que los soldados del Ejército de Libia no determinaban su localización exacta. Las fuerzas del Gobierno tomaron control del Residencial Sabamaiyah o Complejo 700, 3 km dentro de la ciudad, que era hogar de oficiales y comandantes gadafistas. En palabras de un periodista de la BBC “Las fuerzas pro Gadafi tienen una resistencia extraordinaria en defensa de una causa que está perdida”.
En la noche del 8 al 9 de octubre fue tomada por el Ejército de Libia la Universidad de Sirte, el cual tuvo 10 muertos y 100 heridos, sacando a estos del campus; el Centro de Convenciones Uagadugú; y el Hospital Ibn Sina, evacuando a los pacientes. Al final del día 9 el palacio de Gadafi, las áreas residenciales occidentales y el centro de la ciudad eran las últimas partes en manos gadafistas, el cuartel de la seguridad gadafista fue bombardeado por fuego antiaéreo y cohetes. EL Ejército de Libia capturó al sobrino de Muamamar el Gadafi, Abdel Rahman Abdel Hamid, durante el día, quien dirigió las brigadas gadafistas en Sirte.
El 10 de octubre fueron ocupadas por el Ejército de Libia las estaciones de radio y televisión; al día siguiente una avanzada de 20 combatientes gubernamentales tomó la central de policía cerca del centro, el Ejército de Libia tomó los barrios Al Shabiyah y Al Dollar y los frente norte, sur y este se unieron. El 12 de octubre continuó el combate y un corresponsal de la AFP reportó que en una escuela estaban atrincherados los gadafistas, teniendo los soldados del Ejército de Libia 6 muertos y docenas de heridos al tomar la escuela, por lo que fue bombardeada con fuego mortífero. En ese momento el 80% de la ciudad estaba en manos del Ejército de Libia, cuyos líderes dijeron haber capturado a Moatassem Gadafi, hijo del dictador, cuando se iba de Sirte en un carro familiar. El vocero del CNT en Bengasi no confirmó la captura de Moatassem.

### Los gadafistas se rinden
13-19 de octubre
El 13 de octubre las fuerzas gadafistas contraatacaron, pero el gobierno lanzó 2 ataques para recuperar el terreno perdido. A la medianoche aquellas tenían una pequeña área, estimándose que su número era de 500 a 2,000 elementos; entre el 14 y 18 de octubre los militares del Ejército de Libia usaron cohetes Grad y cañones para atacar a los remanentes gadafistas, se encontraron 11 cadáveres de personas ejecutadas por estos. Reuters reportó que algunos combatientes del Ejército de Libia, originarios de Misurata, saquearon casas de gadafistas. El comandante de la Brigada Zintan, Mustafa Bin Dardef, murió el 18, al igual que un clérigo australiano -que apoyaba al Gobierno del CNT- baleado cuando distribuía ayuda médica a la ciudad.  
El 19 de octubre el comandante de campo Essam Baghhar, sucedió a Bin Dardef al mando de esa brigada. Dijo que los gubernamentales contraatacaron a los gadafistas en el barrio Número Dos que controlaban; no fue confirmado inmediatamente, aunque si fue reportado por la cadena televisiva catarí Al Jazeera. Los combatientes de Misurata también improvisaron y armaron un bulldozer con 4 ametralladoras DShK y un cañón de tanque, para despejar el camino. Algunos luchadores en el frente especularon que Muamar el Gadafi fuese juzgado por la fuerte resistencia de su gente, tras el bombardeo con artillería pesada, cohetes y tanques.

### El asalto final:muerte de Muamar el Gadafi
El jueves 20 de octubre las tropas del gobierno interino emprendieron el asalto final contra los últimos reductos gadafistas a las 08:00, hora local. Justo antes del ataque docenas de carros gadafistas fueron atacados en la carretera costera, cerca de veinte combatientes opuestos al nuevo gobierno murieron tras el ataque de este. El último barrio de Sirte fue tomado después de una batalla de 90 minutos, capturando 16 gadafistas.  
En las horas que siguieron los oficiales del Ejército de Libia dijeron que Muamar el Gadafi había sido capturado por sus soldados tras una balacera -estando refugiado en una tubería- cuando intentaba escapar de la ciudad y llevado en una ambulancia, aunque los reportes dados podrían no haberse dado inmediatamente antes del anuncio. El Gobierno confirmó que Gadafi murió por sus heridas estando en custodia (dijo no disparen, no disparen) y que el exministro de Defensa Abu-Bakr Yunis Jabr, leal a Gadafi, también resultó muerto. Por lo menos 3 gadafistas murieron con ellos en el fuego cruzado, según una foto publicada por el diario estadounidense Washington Post. Otras 95 personas de su convoy murieron en el bombardeo hecho por jets franceses de la OTAN.

## Fin de la guerra
El 22 de octubre el Ejército de Libia afirmó que las operaciones contra los últimos elementos gadafistas en Sirte terminaron. Los combatientes se ocuparon de enterrar los cuerpos de ambos bandos. También los periodistas fueron a Sirte mostrándose desierta aparte de la guarnición del Ejército. La familia Gadafi demandó al Gobierno de Trípoli la entrega del cadáver a su tribu Qadhadhfa en Sirte para enterrarlo (5 días después de su muerte, el martes 25, y fue enterrado cerca de Misurata junto con su hijo, Yunis Jabr y otros 3 gadafistas). La OTAN anunció que terminarían las operaciones militares en Libia el 31 de octubre.
El 23 del mismo mes, en un acto público en Bengasi, el Gobierno libio declaró que toda Libia ha sido liberada y anunció planes para transformarse en un Estado democrático basado en la ley islámica.